# Cuevas de Ajuy

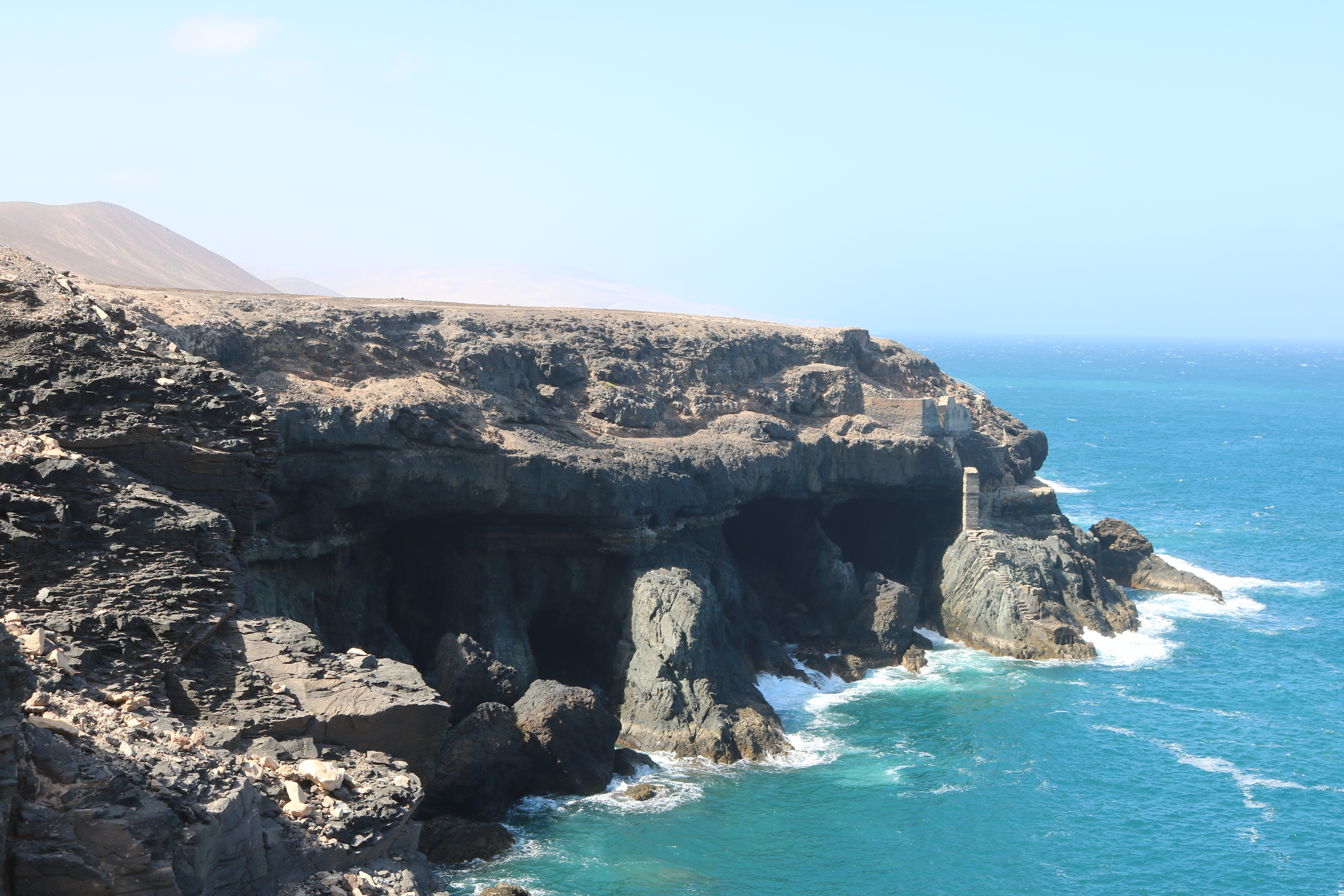
Cuevas de Ajuy

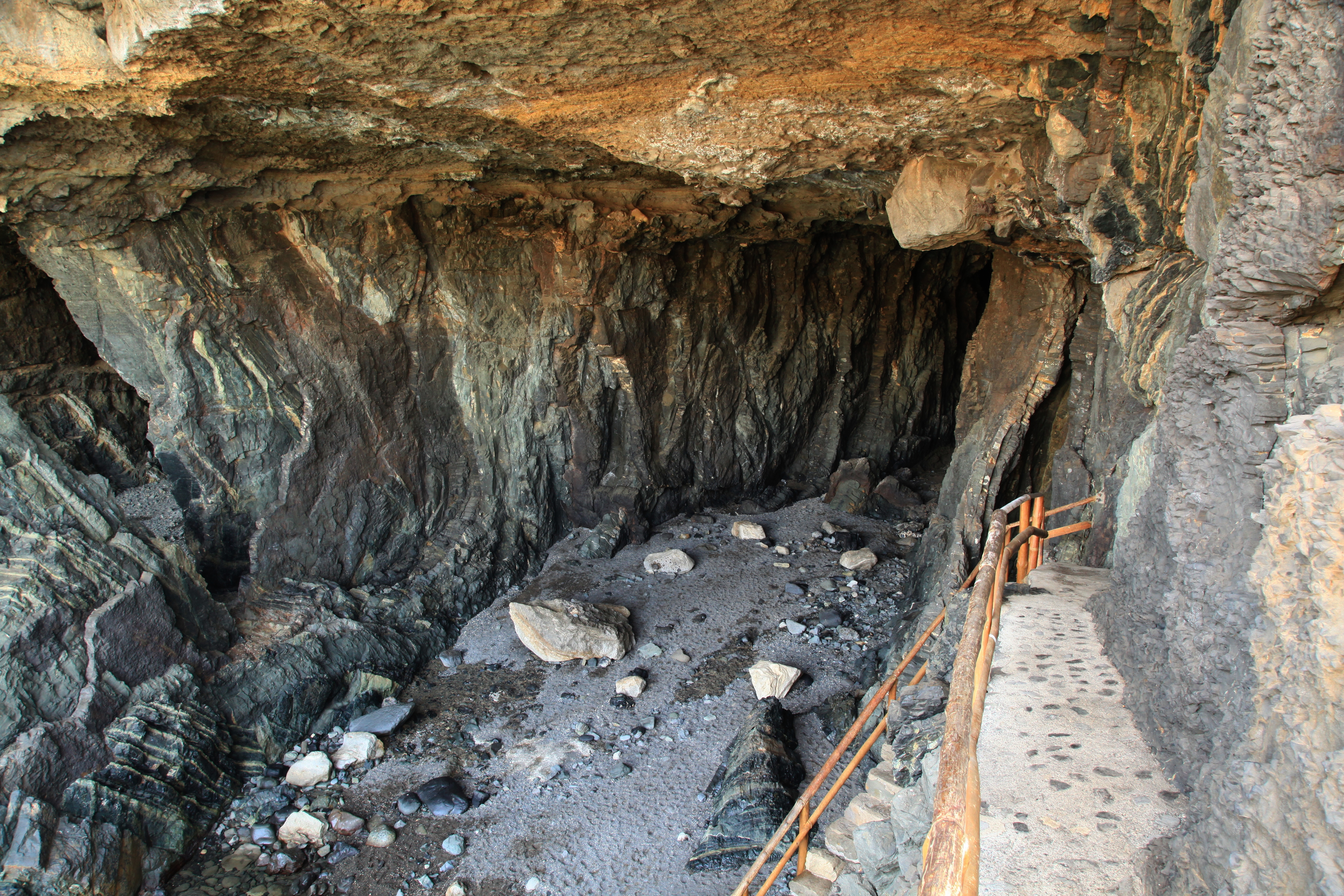
Abstieg in die Höhlen

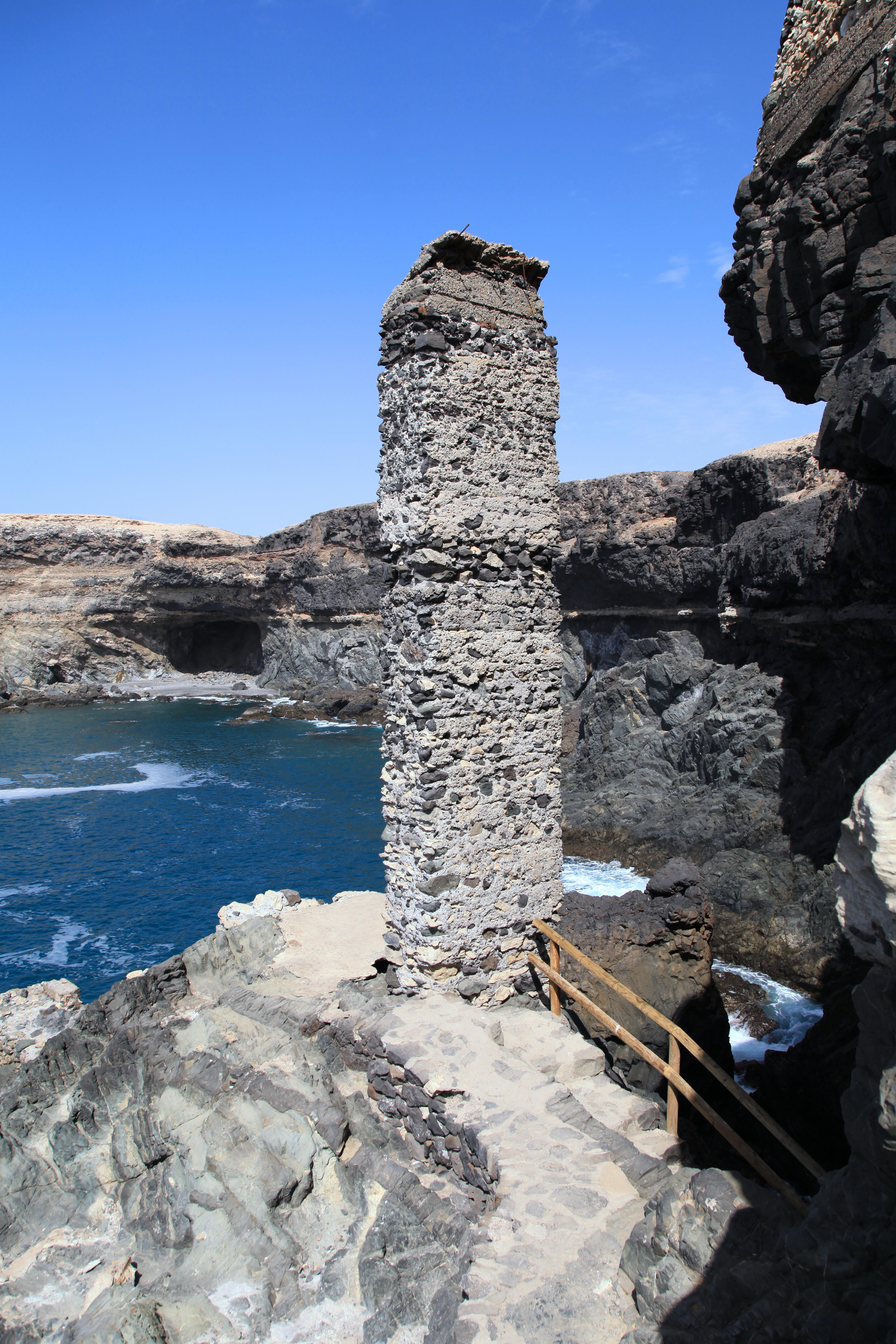
Ehemalige Verladestation

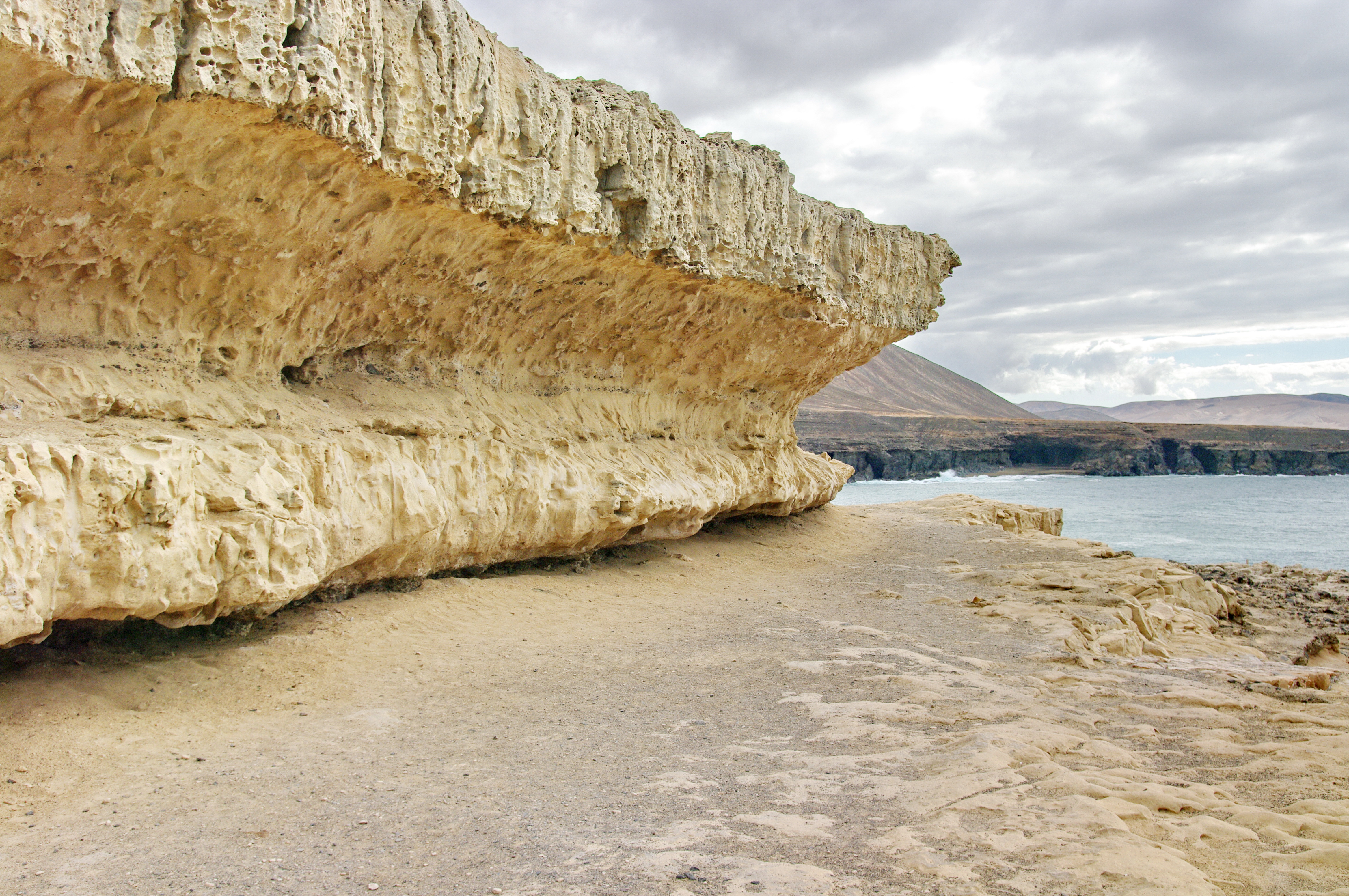
Kalksedimente

Die Cuevas de Ajuy (Höhlen von Ajuy) liegen an der Westküste der spanischen Kanareninsel Fuerteventura. Die Höhlen sind auf einem kurzen Wanderweg zugänglich, sie sind ganzjährig ein viel besuchtes Ausflugsziel.

## Lage
Die Höhlen befinden sich bei Ajuy im Gemeindegebiet von Pájara. Der kleine Küstenort liegt neun Kilometer nordwestlich von Pájara und wird auf einer Stichstraße, der FV–621, angefahren.

## Zugang und Beschreibung
Vom Strand von Ajuy führt ein von einem Geländer begleiteter Pflasterweg auf der Steilküste nach Norden. Gleich zu Beginn der kurzen Wanderung (hin und zurück gut 30 Minuten) kommt man an Kalksedimenten aus der Kreidezeit vorbei, sie wurden vor 100 bis 150 Millionen Jahren durch tektonische Prozesse aus 2000 bis 3000 Meter Meerestiefe nach oben gedrückt und gehören damit zu den ältesten geologischen Zeugnissen der Kanaren. Der Kalk wurde bis ins 19. Jahrhundert abgebaut und an Ort und Stelle gebrannt und verschifft, wovon noch Kalköfen und die Reste einer Verladestation zeugen.
Die Höhlen von Ajuy liegen in der Caleta Negra (Schwarze Bucht). Diese erhielt ihren Namen wegen des schwarzen Vulkangesteins. In den Steilwänden der sichelförmigen Bucht befinden sich zahlreiche Höhlen, zwei davon sind durch einen Treppenweg erschlossen (bei rauer See sollte auf den Abstieg verzichtet werden). Der Eingang zu den Höhlen befindet sich dicht über dem Meeresspiegel. In die erste Höhle fällt durch eine große Öffnung ausreichend Tageslicht. Ein schmaler Durchgang gibt den Weg zu einer zweiten Höhle frei, für deren Erkundung sind Trittsicherheit und eine Taschen- oder Stirnlampe erforderlich.
Der Zutritt zu den Höhlen ist kostenfrei. Bei hohem Wellengang bleibt der Zugang zu den Höhlen gesperrt.